# Ла-Уньон (Сукре)
Ла-Уньон (исп. La Unión) — город и муниципалитет на севере Колумбии, на территории департамента Сукре. Входит в состав субрегиона Сан-Хорхе.

## История
Поселение, из которого позднее вырос город, было основано в 1832 году. Муниципалитет Ла-Уньон был выделен в отдельную административную единицу в 1968 году.

## Географическое положение

Муниципалитет Ла-Уньон

Город расположен в юго-западной части департамента, в пределах Прикарибской низменности, на расстоянии приблизительно 47 километров к юго-юго-востоку от города Синселехо, административного центра департамента. Абсолютная высота — 49 метров над уровнем моря.
Муниципалитет Ла-Уньон граничит на востоке с территорией муниципалитета Каймито, на юге — с муниципалитетом Сан-Маркос, на севере и западе — с территорией департамента Кордова. Площадь муниципалитета составляет 234,39 км².

## Население
По данным Национального административного департамента статистики Колумбии, совокупная численность населения города и муниципалитета в 2015 году составляла 11 170 человек. Динамика численности населения муниципалитета по годам:
| 2005   | 2006   | 2007   | 2008   | 2009   | 2010   | 2011   | 2012   | 2013   | 2014   | 2015   |
| ------ | ------ | ------ | ------ | ------ | ------ | ------ | ------ | ------ | ------ | ------ |
| 10 346 | 10 395 | 10 472 | 10 556 | 10 636 | 10 716 | 10 807 | 10 896 | 10 983 | 11 073 | 11 170 |

Согласно данным переписи 2005 года мужчины составляли 52,4 % от населения Ла-Уньона, женщины — соответственно 47,6 %. В расовом отношении белые и метисы составляли 99,1 % от населения города; негры, мулаты и райсальцы — 0,6 %, индейцы — 0,3 %.
Уровень грамотности среди всего населения составлял 79,8 %.

## Экономика
76,1 % от общего числа городских и муниципальных предприятий составляют предприятия торговой сферы, 15,2 % — предприятия сферы обслуживания, 8,7 % — промышленные предприятия.